# Куваев, Леонид Андреевич
Леонид Андреевич Куваев (род. 1972, Москва), был известен также как Лео Куваев (Leo Kuvayev) — российский и американский предприниматель, обвинявшийся в незаконной деятельности. Был известен как «король спама». В 2012 году был осужден в России по обвинению в сексуальных преступлениях против несовершеннолетних.

## Биография
Родился в Москве, после окончания школы перебрался в США, куда ранее перебрался его отец, там окончил факультет кибернетики Университета штата Массачусетс.
В 2002 году он получил американское гражданство и занялся созданием интернет-сайтов, через которые продавал запрещенные биологически активные добавки, поддельные фармацевтические препараты, одежду, имитирующую продукцию известных брендов, контрафактное программное обеспечение для компьютеров. Для рекламы этих товаров он использовал массовые спамерские рассылки. При этом, как утверждается, он автоматизировал эту деятельность: соответствующее программное обеспечение само создавало сайты, выбирало хостинг, рассылало спам-письма и т.п..
В 2005 году суд штата Массачусетс обязал его выплатить компенсацию ущерба в размере $37 млн из-за распространения спама с рекламой контрафактных копий Microsoft Windows и другой продукции. Ежегодный доход Куваева был оценен в $30 млн. В ходе расследования по этому делу работникам прокуратуры штата Массачусетс помогала компания Microsoft, систематизировавшая получаемый спам и отслеживавшая источники его происхождения. На судебный процесс Куваев не явился, а вернулся в Москву и был объявлен в розыск ФБР.
В России Куваев заработанные в США деньги стал вкладывать в недвижимость (приобрел несколько гектаров земли в Санкт-Петербурге и огромный особняк в Подмосковье), ему также принадлежала сеть кофеен и гриль-баров, риелторские фирмы, интернет-компании.
Осенью 2009 года Куваев был задержан по обвинению в ряде преступлений сексуального характера. Ему предъявили обвинения по статье 134 УК РФ (половое сношение с лицом, заведомо не достигшим 16-летнего возраста), статье 132 УК РФ (насильственные действия сексуального характера), статье 135 УК РФ (развратные действия), статье 240 УК РФ (вовлечение в занятие проституцией), статье 131 УК РФ (изнасилование) и статье 150 УК РФ (вовлечение несовершеннолетнего в совершение преступления). Как установило следствие, он незаконно занял помещение в жилом доме и оборудовал там сауну, где на протяжении нескольких лет проходили оргии с участием малолетних. Потерпевшими по делу были признаны 11 несовершеннолетних. Большая часть из них — это воспитанники детских домов и школ-интернатов, которые страдали различными психическими заболеваниями, в том числе олигофренией. Но некоторые были подростками из благополучных семей, которых Куваев подкупал походами в рестораны, клубы, дарил им подарки.
Дело Куваева рассматривал Московский городской суд с участием присяжных заседателей. В марте 2012 года присяжные признали Куваева виновным по большинству обвинений, они лишь сочли недоказанной его вину в изнасиловании и исключили квалифицирующий признак «с применением насилия» из одного эпизода половых сношений с лицом, не достигшим 16-летнего возраста. Кроме того, они оправдали его по одному из эпизодов о вовлечении в занятия проституцией. Куваева приговорили к 20 годам лишения свободы. В августе 2012 года Верховный суд РФ смягчил наказание Куваеву до 10 лет лишения свободы с учетом ряда обстоятельств, в том числе переквалификации ряда его действий по более мягким статьям. По делу Куваева была осуждена также воспитательница детского дома Ольга Чернокозова, поставлявшая Куваеву своих воспитанниц — она получила четыре года лишения свободы условно.
Как утверждал американский журналист Брайн Кребс (Brian Krebs) в своей книге Spam Nation, компания Microsoft наняла специализирующуюся на расследовании киберпреступлений российскую компанию Group-IB, которая якобы и нашла сексуальный «компромат» на Куваева, после чего он был передан российским правоохранительным органам. Однако в пресс-службе Group-IB заявили, что эта информация не соответствует действительности.